# Ba, Tibet
Ba (kinesiska: 坝乡) är en socken i Kina. Den ligger i den autonoma regionen Tibet, i den sydvästra delen av landet, omkring 180 kilometer öster om regionhuvudstaden Lhasa. Antalet invånare är 1 271. Befolkningen består av 612 kvinnor och 659 män. Barn under 15 år utgör 30 %, vuxna 15-64 år 65 %, och äldre över 65 år 3,0 %.
Runt Ba är det mycket glesbefolkat, med 4 invånare per kvadratkilometer. Ba är det största samhället i trakten. Trakten runt Ba består i huvudsak av gräsmarker.
Genomsnittlig årsnederbörd är 972 millimeter. Den regnigaste månaden är juli, med i genomsnitt 262 mm nederbörd, och den torraste är december, med 2 mm nederbörd.